# Johann Ludwig Choulant

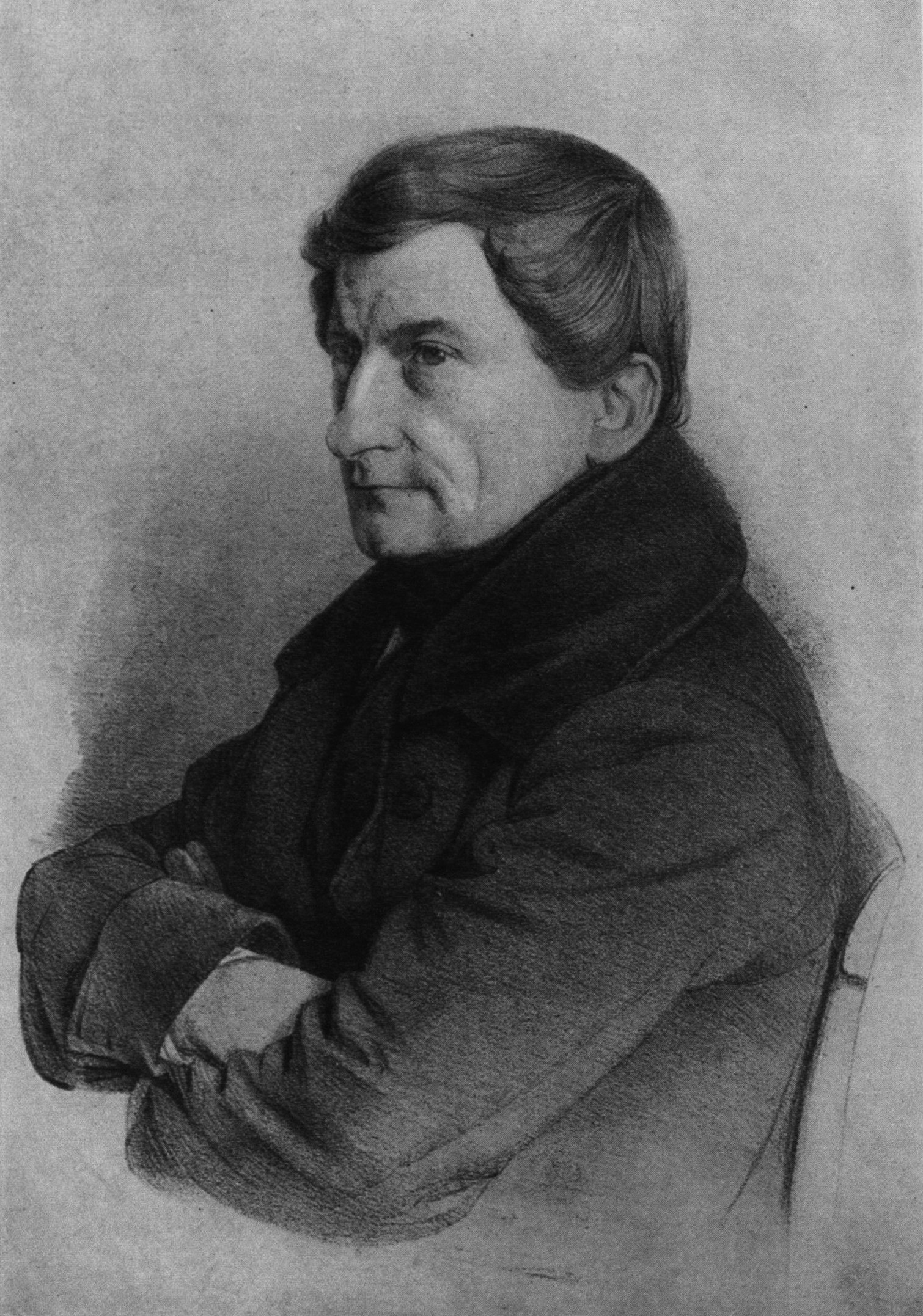
Johann Ludwig Choulant

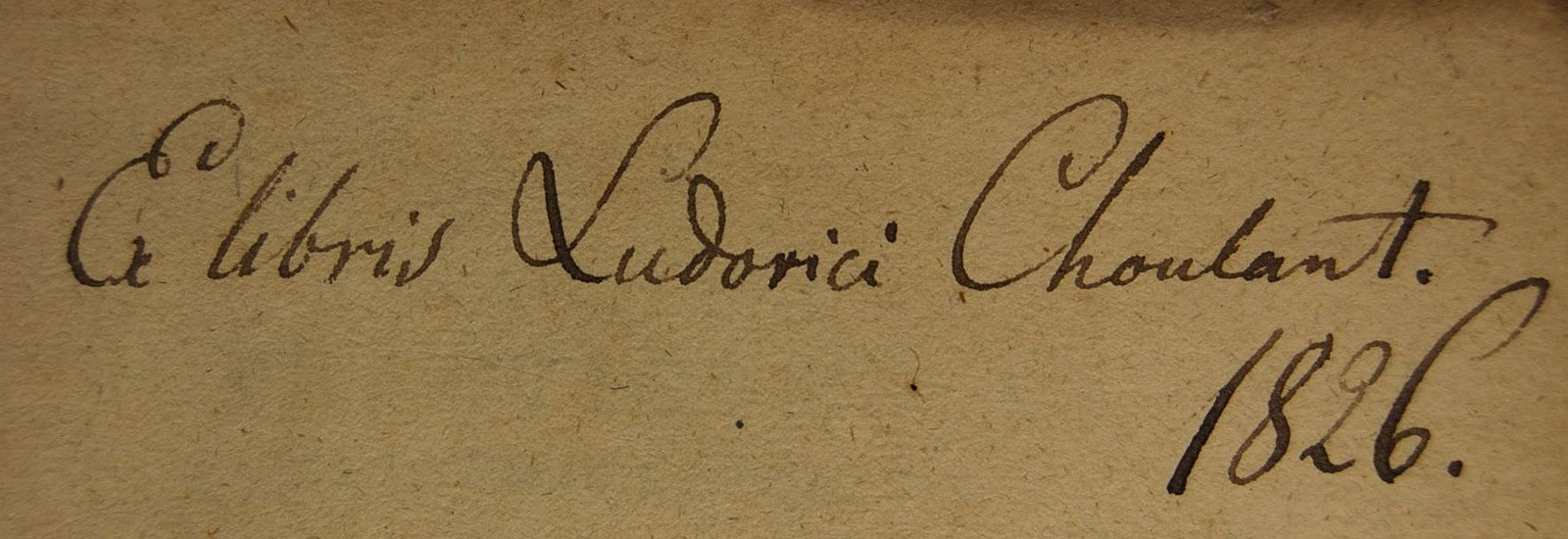
Ex libris Ludovici Choulant

Johann Ludwig Choulant, kurz auch Ludwig Choulant sowie französisch Louis Choulant, latinisiert Ludovicus Choulant (* 12. November 1791 in Dresden; † 18. Juli 1861 ebenda) war ein deutscher Arzt und Medizinhistoriker.

## Leben und Wirken
Ludwig Choulant, Sohn des 1789 nach Dresden emigrierten, als Koch von Anton von Sachsen tätigen und in Dresden geheirateten Franzosen François Joseph Choulant, erhielt zunächst Privatunterricht und besuchte von 1803 bis 1807 die Dresdner katholische Lateinschule. Zudem besuchte er für drei Jahre die Kunstakademie. Nach Abschluss einer 1807 begonnenen Lehre als Apotheker an der Dresdner Hofapotheke besuchte er zur Vorbereitung auf ein Medizinstudium ab September 1811 das Collegium medico-chirurgicum in Dresden-Neustadt, immatrikulierte sich im September 1812 an der Medizinischen Fakultät der Leipziger Landesuniversität und begann im Mai 1813 dort zu studieren. Im April 1817 bestand er sein Examen rigorosum und 1818 wurde er promoviert. Ein Antrag auf Zulassung zur Habilitation wurde, gemäß Gleisberg wohl im Zusammenhang mit seiner katholischen Konfessionszugehörigkeit, von der protestantischen Leipziger Universität abgelehnt.
Seine erste Stelle als Arzt und Geburtshelfer trat er im April 1817 in Altenburg an. Im gleichen Jahr wurde Choulant Mitarbeiter am Medizinischen Realwörterbuch von Johann Friedrich Pierer. 1821 nahm Johann Choulant eine Stelle als Arzt am Königlichen Katholischen Krankenstift in Dresden-Friedrichstadt an.
1822 wurde Choulant Dozent an der Königlich Chirurgisch-Medizinische Akademie, die von 1815 bis 1864 bestand und als Vorläufer der Medizinischen Akademie Dresden gilt. Dort hielt er anfangs Vorlesungen über praktische Medizin. 1823 wurde er zum Professor der theoretischen Heilkunde berufen und zum Leiter der Poliklinik ernannt. Im gleichen Jahr wurde er Mitherausgeber der Zeitschrift für Natur- und Heilkunde – und veröffentlichte anonym die von ihm komponierte Oper Libussa, Herzogin von Böhmen, deren Libretto er ebenfalls verfasst hatte. 1828 übernahm Choulant die Professur für praktische Heilkunde. Von 1843 bis zu seinem Ruhestand 1860 hatte er das Amt des, nach Carl Gustav Carus, zweiten und zugleich letzten Rektors der Königlich Chirurgisch-Medizinische Akademie inne. Er war Mitglied der Altenburger Freimaurerloge Archimedes zu den drei Reißbrettern.
Ab 1833 schlug Ludwig Choulant zusätzlich eine Verwaltungslaufbahn ein. 1836 wurde er zum Hofrat, 1844 zum Geheimrat und Medizinalreferenten im sächsischen Ministerium des Innern ernannt. In dieser Funktion war er bis zu seinem Tode 1861 tätig.
Der Schwerpunkt Choulants wissenschaftlicher Leistungen lag in Arbeiten zur Geschichte und besonders zur Literaturgeschichte der Medizin sowie Bibliografie und Ikonografie der Medizingeschichte. Außerdem leistete er viele Beiträge zur sächsischen Medizinalordnung und erstellte Gutachten zu medizinisch-juristischen Fragen.
Der Maler und Architekt Ludwig Theodor Choulant (1827–1900) war sein Sohn.

## Schriften (Auswahl)
- mit Johann Friedrich Pierer: Medicinisches Realwörterbuch zum Handgebrauch practischer Aerzte und Wundärzte und zu belehrender Nachweisung für gebildete Personen aller Stände. Brockhaus, Leipzig 1816.
- mit Carl Friedrich Haase, M. Küstner und Friedrich Ludwig Meissner: Bereicherungen für die Geburtshilfe, für die Physiologie und Pathologie des Weibes und Kindes. Leipzig 1821.
- Tafeln zur Geschichte der Medizin nach der Ordnung ihrer Doctrinen: Von den ältesten Zeiten bis zum Schlusse des 18. Jahrhunderts. Voss, Leipzig 1822.
- anonym herausgegeben: Libussa, Herzogin von Böhmen. Zauberoper in drei Aufzügen. Nach einer Böhmischen Volkssage bearbeitet (Libretto). Voß, Leipzig 1823 (Digitalisat bei Google Books).
- als Hrsg.: Aegidii Corboliensis Carmina medica. Leipzig 1826.
- Die Vorwelt der organischen Wesen. Eine Einleitung zu Fr. Holl’s Handbuch der Petrefactenkunde, Dresden 1830. (Digitalisat)
- als Hrsg.: Fracastorii Syphilis sive Morbus Gallicus. Carmen ad optimarum editionum fidem edidit notis er prolegomenis ad historiam morbi Gallici facientibus instruxit Ludovicus Choulant. L. Voß, Leipzig 1830.
- als Hrsg.: Georg Ernst Stahl, Theoria medica vera physiologiam et pathologiam tanquam doctrinae medicae partes […] intaminate ratione et inconcussa experientia sistens. 3 Bände. Leipzig 1831–1833 (= Scriptorum classicorum de praxi medica nonnullorum opera collecta. Band 14–16), ins Deutsche übersetzt von Karl Wilhelm Ideler, Berlin 1831–1832.
- als Hrsg.: Macer floridus De viribus herbarum una cum Walafridi Strabonis, Othonis Cremonensis et Ioannis Folcz carminibus similis argumenti. Leipzig 1832.
- Lehrbuch der speciellen Pathologie und Therapie des Menschen. Ein Grundriss der praktischen Medicin für akademische Vorlesungen. Voss Leipzig 1831; 2. Auflage ebenda 1834.
- Geschichte und Bibliographie der anatomischen Abbildung nach ihrer Beziehung auf anatomische Wissenschaft und bildende Kunst: Nebst Auswahl von Illustrationen nach berühmten Künstlern. Rudolph Weigel, Leipzig 1852.
- Graphische Incunabeln für Naturgeschichte und Medizin. Weigel, Leipzig 1858.
- Bibliotheca medico-historica sive Catalogus librorum historicorum de re medica et scientia naturali systematicus. G. Olms, Leipzig 1842.
- Die anatomischen Abbildungen des 15. und 16. Jahrhunderts: Denkschrift zur Feier des 25jährigen Bestehens der am 19. September 1818 gestifteten Gesellschaft für Natur- und Heilkunde zu Dresden. E. Blochmann, Dresden 1843.
- Handbuch der Bücherkunde für die ältere Medicin zur Kenntniss der griechischen, lateinischen und arabischen Schriften im ärztlichen Fache und zur bibliographischen Unterscheidung ihrer verschiedenen Ausgaben, Uebersetzungen und Erläuterungen. 2. Auflage. Voss, Leipzig 1841 (Volltext in der Google-Buchsuche).
- mit Andrew Duncan: Beobachtungen über die unterscheidenden Symptome der drei Hauptgattungen der Lungenschwindsucht nebst ihrer Behandlung. Breitkopf und Härtel, Leipzig 1817.
- Die Vorwelt der organischen Wesen auf der Erde, oder von der Erdoberfläche, Petrefactenkunde, den frühern Thier- und Pflanzengeschlechtern, Entstehung der organischen Wesen, von der Schöpfung, der Sündfluth und der Zukunft der Erde. Eine Einleitung zu Fr. Holl’s Handbuch der Petrefactenkunde. Neue Ausgabe, Ernst, Quedlinburg und Leipzig 1843 (Digitalisat)